# Magyar Ifjúság (folyóirat, 1957–1989)
A Magyar Ifjúság a Magyar Kommunista Ifjúsági Szövetség (KISZ) folyóirata volt 1957–1989 között. 1989. május 5. és a megszűnés előtti utolsó, május 26-i számok fejléce szerint már nem a KISZ, hanem annak utóda, a Demokratikus Ifjúsági Szövetség (DEMISZ) lapjaként határozta meg magát.

## Előzményei

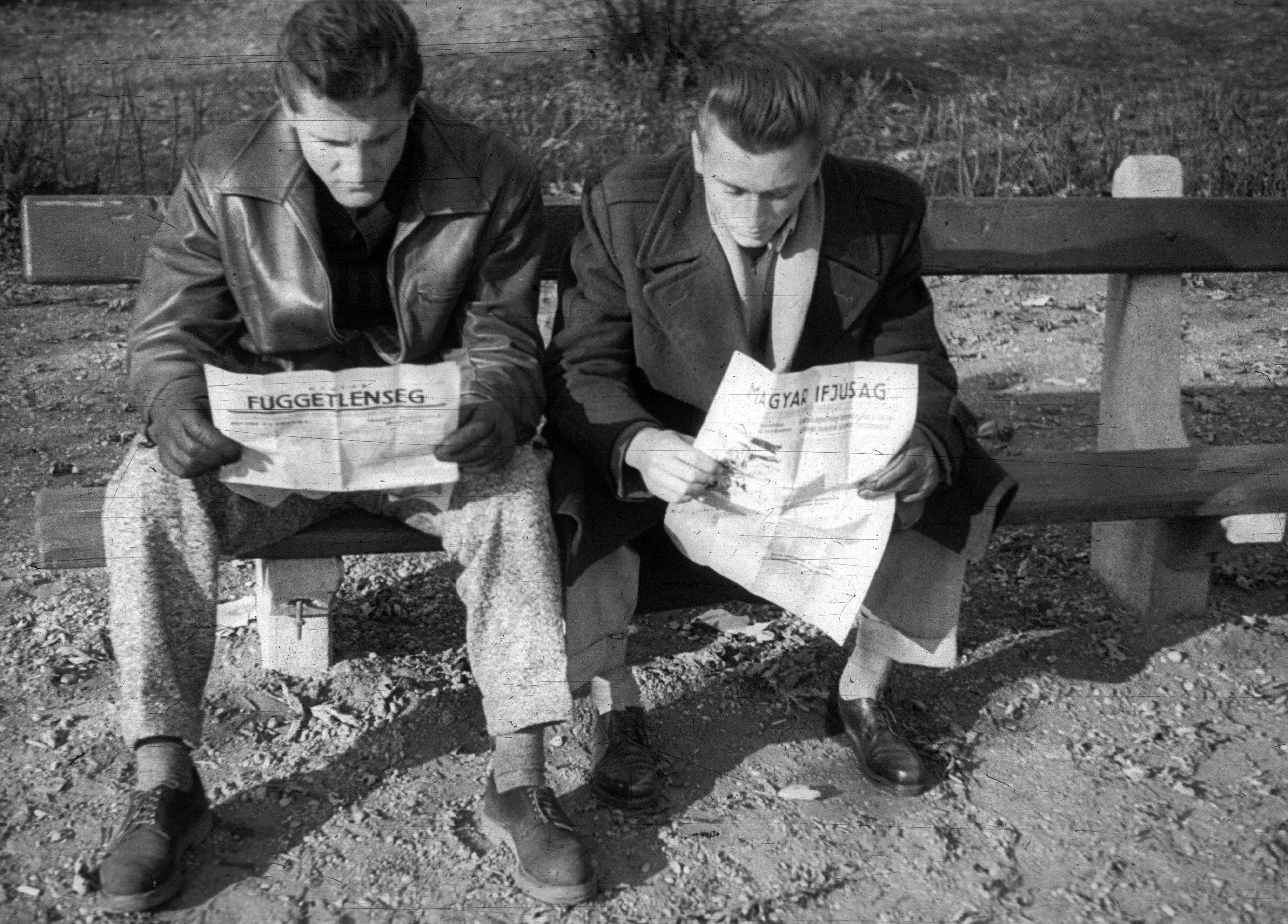
Man reading the Magyar Ifjúság during the Hungarian Revolution of 1956 (right)

A lap közvetlen előzménye a Dolgozó Ifjúság Szövetsége (DISZ) lapja, a Szabad Ifjúság című napilap volt, melynek első száma 1950. március 3-án, utolsó száma 1956. október 30-án jelent meg.
Ez alatt az idő alatt két melléklapja volt A Szabad Ifjúságnak: 1952-től 1956-ig az Ifjú Levelező, 1956-ban pedig az Ifjú Építő.
Az 1956-os forradalom után a Szabad Ifjúság nem, de a Magyar Forradalmi Ifjúmunkás Szövetség kiadásában 1957. január 5-től újra megjelent, heti kiadásban mint Ifjúsági Hetilap. A DISZ-t újjászervezték, 1957. március 21-én megalakult a Magyar Kommunista Ifjúsági Szövetség, a lap ezt követően annak központi lapjaként látott napvilágot.

## Története
A Magyar Ifjúság ugyan vitathatatlanul politikai hetilap volt, ám mivel célja az ifjúság gondolkozásának „helyes” irányba terelése, formálása, ezért olyan témákkal foglalkozott, amelyek valóban számíthattak a fiatalok érdeklődésére. 1962-ben felmerült, hogy napilappá alakítsák a folyóiratot – elődje, a Szabad Ifjúság is így jelent meg, és bár évekig napirenden volt a kérdés, sőt Kádár János is támogatóan szólalt fel 1967-ben, utalva a lapnak a kormány közvetlen irányításáról mérhető relatív távolságára: „ez az a lap, amelyik a pekingi dolgokba hamarabb beleszólhat, mint a párt hivatalos lapja” (vagyis a Népszabadság), végül erre nem került sor, de csak 1972-ben mondott le a KISZ arról, hogy napilapja legyen.

## Szerkesztősége
A lap kiadója az Ifjúsági Lapkiadó Vállalat volt, szerkesztősége évtizedekig a Blaha Lujza téri sajtópalotában, vagy a közelében volt: a VIII., Blaha Lujza tér 1-3., majd 1962-től Somogyi Béla utca 6. szám alatt, majd 1987-től a VI., Dessewfy utca 34.-ben.
Meghatározó újságírók, szerkesztők, munkatársak:
- főszerkesztők: 1964-ig szerkesztőbizottság felelt a lapért. Szabó Béla (1964–1969), Szabó János  (1969–1983[8]), Gubcsi Lajos (1984–89), Pálfy G. István (1989)
- Zöldi László, Gyulai Ferenc, Böszörményi Gyula, Baranyi Ferenc, Szántó Gábor
- Földes V.ilmos, Gugi Sándor (karikatúra), Gyöngy Kálmán, Menkó László (grafika), Urbán Tamás (fotó)